# David Kidder
David Kidder (* 8. Dezember 1787 in Dresden, Massachusetts; † 1. November 1860 in Skowhegan, Maine) war ein US-amerikanischer Politiker. Zwischen 1823 und 1827 vertrat er den Bundesstaat Maine im US-Repräsentantenhaus.

## Werdegang
David Kidder wurde 1787 in Dresden geboren, das damals noch zu Massachusetts gehörte und seit 1820 Teil des Staates Maine ist. Er genoss eine gute private Schulausbildung. Nach einem anschließenden Jurastudium und seiner Zulassung als Rechtsanwalt begann er in Bloomfield in seinem neuen Beruf zu arbeiten. Im Jahr 1817 zog er nach Skowhegan und 1821 nach Norridgewock. Zwischen 1811 und 1823 war er Bezirksstaatsanwalt im Somerset County.
Politisch war Kidder Mitglied der Demokratisch-Republikanischen Partei. Nach deren Aufsplitterung in verschiedene Flügel in den 1820er Jahren schloss er sich der Fraktion um den späteren Präsidenten John Quincy Adams an. Bei den Kongresswahlen des Jahres 1822 wurde er im siebten Wahlbezirk von Maine in das US-Repräsentantenhaus in Washington, D.C. gewählt, wo er am 4. März 1823 die Nachfolge von Enoch Lincoln antrat. Nach einer Wiederwahl im Jahr 1824 konnte er bis zum 3. März 1827 zwei Legislaturperioden im Kongress absolvieren. Diese Zeit war von den Spannungen zwischen den Anhängern seiner Fraktion und denen des späteren Präsidenten Andrew Jackson bestimmt.
Im Jahr 1826 verzichtete Kidder auf eine weitere Kandidatur. Er ließ sich wieder in Skowhegan nieder, wo er als Anwalt praktizierte. Im Jahr 1829 wurde er in das Repräsentantenhaus von Maine gewählt. Danach widmete er sich ausschließlich seinen privaten und anwaltlichen Tätigkeiten. David Kidder starb am 1. November 1860 in Skowhegan.